# Delta-valerolactonă
δ- sau delta-valerolactona este un compus organic de tip lactonă, fiind un compus hexaciclic. Este utilizat ca intermediar în sinteza altor compuși organici, precum poliesterii.